# Vermin (deutsche Band)
Vermin ist eine deutsche Metal-/Death-’n’-Roll-Band aus dem oberfränkischen Bayreuth.

## Geschichte
Vermin wurde 2003 in Bayreuth gegründet. Die Gründungsmitglieder Thomas Bodenschatz (Gesang) und Manuel Herz (Schlagzeug) fanden mit Lucas Fischer (Gitarre) eine Live-Formation und bestritten ihre ersten Konzerte. Die Proberaumdemo Finest Kind of Shit wurde 2006 veröffentlicht.
Nach mehreren Besetzungswechseln sowie kurzen Pausen stieß 2007 der Gitarrist Stephan Hurtig zur Band, und die zweite Demo Frozen Mirror sowie die Live-EP Strike Your Idols Down wurden 2009 veröffentlicht. Währenddessen tourte die Band erstmals zwei Wochen quer durch Europa als Vorgruppe der Death-Metal-Band Master. Im Spätsommer 2009 spielte die Band die vier Live-Konzerte umfassende Hardstage-Festival-Mini-Tour als Vorgruppe der US-Amerikaner Six Feet Under in Deutschland und der Schweiz.
Mit einer stabilen Besetzung um den neuen Bassisten sowie guten Freund der Band Simon Reuter wurde 2010 die EP At Sanitys Dawn veröffentlicht. Anfang 2011 erschien das erste Studio-Album Paradise bei Heretic Visions Productions / Twilight Distribution, das in den Aexxys Art Studios von Stephan Fimmers (Necrophagist) produziert, abgemischt und gemastert wurde.
Mit Erscheinen ihres Debütalbums Paradise am 25. März 2011 begab sich die Band direkt auf Tour als Vorgruppe der Norweger Ragnarök und der brasilianischen Death-Metal-Band Nervo Chaos auf deren gemeinsamer Occult Rituals Tour. Eine weitere Tour folgte gegen Ende des Jahres im Vorprogramm von Debauchery und Pandemia durch Zentraleuropa. 2012 folgten zahlreiche weitere Konzerte im In- und Ausland sowie einige Live-Auftritte auf namhaften Festivals.
2013 verließ der Sänger Thomas Bodenschatz aufgrund bandinterner Unstimmigkeiten die Band. Neuer Sänger der Band wurde Tobias Kurz.
Anfang Juni 2013 unterschrieb die Band einen Plattenvertrag mit dem deutschen Label Blacksmith Records. Daraufhin wurde im Dezember 2013 das zweite Studioalbum mit dem Titel Mind Control, welches in den Blacksmith-Studios von Timo Rotten (Varg) produziert wurde, veröffentlicht.
Anfang 2014 trennte sich die Band wieder von ihrem Sänger Tobias Kurz aufgrund bandinterner Unstimmigkeiten. Weitere Auftritte wurden mit dem alten Sänger Thomas Bodenschatz bestritten.
Im März 2015 gab die Band ihre Auflösung bekannt.

## Stil
Vermin verwendet in ihrer Musik klassische Elemente des Death Metal und verschiedenen Riffs des Hard Rock und Rock ’n’ Roll.

## Diskografie

### Alben
- 2011: Paradise (Heretic Visions)[5]
- 2013: Mind Control (Blacksmith Records)[3]

### EPs
- 2009: Strike Your Idols Down Live (Live-EP)
- 2010: At Sanitys Dawn (Promo-EP)

### Demos
- 2006: Finest Kind of Shit
- 2009: Frozen Mirror